# Майкъл Роузенбаум
Майкъл Оуен Роузенбаум (на английски: Michael Owen Rosenbaum) (роден на 11 юли 1972 г.) е американски актьор. Най-известен е с ролята си на Лекс Лутор в сериала „Смолвил“, както и като гласа на Уоли Уест/Светкавицата в „Лигата на справедливостта“.